# Mahmoud Najdi
Mahmoud Najdi (auch Mahmout Najdi, arabisch محمود النجدي; * 1. Januar 1989) ist ein deutsch-libanesischer Fußballspieler.

## Karriere
Najdi spielte in seiner Jugend für den VfL Bochum und den MSV Duisburg. 2008 ging er zum Wuppertaler SV. Für diesen bestritt er 16 Drittligaspiele. Nach dem Abstieg der Wuppertaler 2010 ging er zur zweiten Mannschaft von Fortuna Düsseldorf. Nach einem Jahr wechselte er zu Schwarz-Weiß Essen in die NRW-Liga. In der Saison 2012/13 war Najdi mit 14 Toren der beste Torschütze der Essener. In der Saison 2013/14 spielte er für den Oberligisten TV Jahn Hiesfeld. Die Spielzeit 2016/17 verbrachte er beim TuS Bövinghausen in der Kreisliga Dortmund. Im Sommer 2017 wechselte er zum Bezirksligisten TuS Hannibal.